# PNS Rah Naward
PNS Rah Naward – żaglowiec szkoleniowy Pakistańskiej Marynarki Wojennej. Zbudowany w roku 2001, pierwotnie pływał jako STS Prince William. W roku 2010 sprzedany obecnemu właścicielowi.
numer IMO 9222326. 

## Historia jako STS Prince William
Żaglowiec był eksploatowany przez brytyjską organizację Tall Ships Youth Trust (wcześniej znaną pod nazwą Sail Training Association – STA).
Wielka Brytania ma ogromne doświadczenie w szkoleniu młodzieży na morzu. Przez wiele lat wizytówką STA – jednej z najstarszych organizacji (istniejącej od 1956), a zajmujących się szkoleniem młodych ludzi na morzu, były znane żaglowce szkolne Malcolm Miller oraz Sir Winston Churchill. Prince William kontynuował ich tradycję. To największy bryg zbudowany w Anglii od 100 lat. Żeglował głównie pomiędzy Wielką Brytanią i kontynentalną częścią Europy, wożąc na swoim pokładzie grupy uczestników liczące do 44 osób. Przedział wiekowy uczestników rejsów szkoleniowych: od 16 do 69 lat. Pomimo niewielkiego stażu na morzach i oceanach uczestniczył wielu imprezach żeglarskich.